# Teuleria d'en Mascaró
La Teuleria d'en Mascaró és una obra del municipi de Folgueroles (Osona) inclosa en l'Inventari del Patrimoni Arquitectònic de Catalunya.

## Descripció
Masia de planta rectangular coberta a dues vessants amb el carener perpendicular a la façana, orientada a migdia. Consta de planta baixa i primer pis. La façana presenta un portal d'arc rebaixat de totxo, al primer pis dues finestres amb llinda de fusta i amb l'ampit de pedra motllurat. A llevant un portal d'arc rebaixat de totxo, dues finestres a la planta i tres al primer, dues de les quals tenen l'ampit motllurat. A ponent s'hi adossa un cos nou que continua la vessant del cos primitiu. A tramuntana la paret és cega. A ponent hi ha una cabanya de pedra i l'antiga era de pedra viva. A uns cent metres, al sud, hi ha un pou de secció circular amb un portalet de pedra. És construïda amb pedra basta, a partir d'un metre i mig de tàpia i té algunes obertures de totxo. L'estat de conservació és mitjà.

## Història
Masia que es troba registrada en el Nomenclàtor de la província de Barcelona de l'any 1860 on consta com a "Casa".